# Willy Meerwald (Musiker)
Wilhelm „Willy“ Meerwald (* 13. Dezember 1924 in Wien; † 12. September 2005 ebenda) war ein österreichischer Jazzmusiker (zunächst Kontrabass und Trompete, später Posaune und gelegentlich auch Baritonhorn), der auch als Arrangeur und Komponist gefragt war. Nach Einschätzung des ORF war er „einer der bedeutendsten Vertreter der Wiener Jazzszene“.

## Wirken
Meerwald gehörte seit Anfang der 1950er Jahre zur Two-Sides Band von Fatty George; erste Tonaufnahmen mit Fatty George und Oscar Klein fanden im Sommer 1953 in Innsbruck statt, wobei er noch als Trompeter und Bassist fungierte. Später wechselte er zur Posaune. Gemeinsam mit den Brüdern Bill und Heinz Grah, Oscar Klein, Bob Blumenhoven und Sänger Al Edwards gehörte er als Posaunist zur Besetzung von Fatty Georges Album Fatty’s Saloon.
1962 holte ihn Hans Koller zum NDR Jazzworkshop anlässlich der Ruhrfestspiele nach Deutschland. Viele weitere Festivals im In- und Ausland folgten. Darüber hinaus war er 1963 an einer Bigband-Schallplatte mit Friedrich Gulda beteiligt. Im März 1964 kam es beim „3. Österreichischen Amateur-Jazzfestival“ zur ersten Schallplattenaufnahme mit der Barrelhouse Jazzband Vienna, der er seit 1963 für die nächsten vierzig Jahre angehörte. Karel Krautgartner bestellte Meerwald 1973 als festes Mitglied in die ORF-Big Band; auch gab es zahlreiche Auftritte mit internationalen Jazzgrößen wie Wild Bill Davison, Max Kaminsky, Ralph Sutton, Dick Wellstood, Dick Cary, Kenny Davern, Beryl Bryden, George Masso, Doc Cheatham, Ken Peplowski, Marty Grosz, Randy Sandke, Danny Moss, Carl Drewo, Jim Galloway, Peanuts Hucko, Abbi Hübner und Eddie Miller im Wiener Jazzland. Er arrangierte für die Jubilation Brassband (1969) und die Wiener Barrelhouse Jazzband & die Original Storyville Jazzband. Auch ist er auf Alben von André Heller, Karl Ratzers Gipsy Love, dem Mayflower Orchestra und Toni Stricker zu hören. Er wurde am Stammersdorfer Zentralfriedhof bestattet.

## Diskographische Hinweise
- Barrelhouse Jazzband Vienna, 40 Years Chicago & Swing (Sony)
- Fatty George Two Sides of (RST)
- Fatty George Fatty's Saloon (Preiser)
- Fatty George On the Air (RST)